# Rejon Hîncești
Rejon Hîncești – rejon administracyjny w zachodniej Mołdawii.

## Demografia
Liczba ludności w poszczególnych latach:
| 1959  | 1970   | 1979   | 1989   | 2004   | 2014   |
| ----- | ------ | ------ | ------ | ------ | ------ |
| 97934 | 120919 | 125451 | 126513 | 119762 | 121200 |